# 156 v. Chr.
Portal Geschichte | Portal Biografien | Aktuelle Ereignisse | Jahreskalender | Tagesartikel

◄ |
3. Jahrhundert v. Chr. |
2. Jahrhundert v. Chr. |
1. Jahrhundert v. Chr. |
►

◄ | 170er v. Chr. | 160er v. Chr. | 150er v. Chr. | 140er v. Chr. |
130er v. Chr. |
►

◄◄ | ◄ | 159 v. Chr. | 158 v. Chr. | 157 v. Chr. | 156 v. Chr. |
155 v. Chr. |
154 v. Chr. |
153 v. Chr. |
► |
►►
Staatsoberhäupter

## Ereignisse

### Politik und Weltgeschehen
- Dalmatien wird vom römischen Reich angegriffen und tributpflichtig, bleibt aber eigenständig.

### Sport
- Leonidas von Rhodos gewinnt zum dritten Mal in Folge alle Laufbewerbe bei den Olympischen Spielen.

## Geboren
- Gaius Marius, römischer Feldherr und Politiker († 86 v. Chr.)
- Han Wudi, Kaiser der Han-Dynastie († 87 v. Chr.)